# Hudikeri, Virajpet
Hudikeri là một làng thuộc tehsil Virajpet, huyện Kodagu, bang Karnataka, Ấn Độ.